# Уильямсон, Уильям Кроуфорд
Уильям Кроуфорд Уильямсон (англ. William Crawford Williamson; 24 ноября 1816, Скарборо — 23 июня 1896, Лондон) — английский палеоботаник и натуралист. Получил известность благодаря своим работам по анатомии каменноугольных растений. Занимался также орнитологией, изучением фораминифер, ископаемых рыб и происхождением каменного угля. Автор мемуаров «Записки йоркширского натуралиста».

## Биография
Родился в семье Джона Уильямсона, ботаника и натуралиста-любителя, работавшего хранителем Музея Скарборо. В 1835 году стал куратором Манчестерского музея. C 1851 года — профессор естественной истории и геологии в Колледже Оуэнса в Манчестере. С 1854 года — член Королевского общества.

## Признание
В 1890 году награждён медалью Волластона, присуждаемой за выдающиеся достижения в области геологии. Имя Уильямсона увековечено в названии вымершего семейства беннеттитовых растений Williamsoniaceae.